# .ooo
Le nom de domaine OOO (Triple O - Alphabet O) est un domaine de premier niveau (TLD) du système de noms de domaine Internet. Il a été lancé et est exploité par Infibeam (en).

## Statistiques d'usage
En janvier 2025, environ 41 000 domaines utilisent l'extension .ooo.